# Barrage de Changheba
Le barrage de Changheba est un barrage hydroélectrique sur la rivière Dadu, sous-affluent du Yangzi Jiang, situé dans la province du Sichuan en Chine. Il est associé à une centrale hydroélectrique de 2 600 MW, comportant 4 turbines de 650 MW chacune. Sa mise en service complète a eu lieu en décembre 2017. Sa production électrique annuelle est estimée à 10,79 TWh.